# 我和班上第二可愛的女生成為朋友
《我和班上第二可愛的女生成為朋友》（簡稱）是日本作家所著的戀愛喜劇輕小說系列，網絡版由2020年11月30日起在KADOKAWA旗下的網絡小說投稿網站「KAKUYOMU」上連載。實體書版由2021年12月24日起經同為KADOKAWA旗下的角川Sneaker文庫出版；第1卷由擔綱插圖，第2卷起改由繪畫，至今出版共7冊。
改編漫畫由2022年7月27日起於漫畫網站「Alive+」（アライブ+）上連載，漫畫家是尾野凛。《這本輕小說真厲害！》2023年版文庫類別第50位、「下一部人氣輕小說大賞2022」文庫類別第7位。截至2024年3月，系列累積發行超過60萬冊。

## 故事概要
前原真樹自中學三年級的冬季雙親離婚後，跟着媽媽搬到隔壁縣。在春天升上高中一年級的真樹未能在學校交到朋友。因為媽媽在星期五總是因工作而不在家中，所以在星期五放學後在家中一個人看B級電影、打電動、叫快餐外賣來吃，成為真樹的最大樂趣。他的班上有被稱為「班上最可愛的女生」的天海夕，還有被稱為「班上第二可愛的女生」的朝凪海。夕和海是自幼相識的好朋友，夕性格天真爛漫，常常受到性格認真的海照顧。兩人自然而然成為班上的中心人物，跟邊緣人真樹完全扯不上關係。
這樣子的一人生活過了幾個月後，在某個星期五放學後，真樹到影碟出租店找B級電影來看時，海竟然出現在他身旁。原來海在開學時的自我介紹環節聽到真樹的興趣時，發覺真樹是跟自己有着相同嗜好的「同好」，猶豫良久，決定跟他坦白自己不為人知的興趣。兩人自此成為朋友，海不時會在星期五放學後到真樹家裏遊玩，兩人一起看電影、打電動、叫外賣來吃。兩人在商量後，決定將一同遊玩一事保密，以免遭到閒言閒語。不只學校的同學，海最好的朋友夕和真樹的媽媽也不知道兩人的關係。真樹交到學校裏第一個朋友，星期五放學後的時光也多了一個夥伴。

## 角色列表
以下是宣傳片的聲優。

### 主要角色
前原真樹（聲：石谷春貴）
本作男主角。高中一年級生。
第2卷结尾正式与海成为情侣。
朝凪海（聲：石見舞菜香）
本作女主角。被班上的男同學暗地裏稱為「班上第二可愛的女生」。女校出身。成績優秀，運動神經也很好。
第2卷结尾正式与真樹成为情侣。
《這本輕小說真厲害！》女性角色部門2024年版獲得第8名
天海夕（聲：鈴代紗弓）
海自小學就認識的好朋友。被班上的男同學暗地裏稱為「班上最可愛的女生」，以致於讓海被稱為「班上第二可愛的女生」。性格天真爛漫。四分之一混血。
第4卷开始恋上了真樹。

### 同學
新田新奈（聲：長谷川育美）

關望

### 家人
前原真咲
真樹的媽媽。在出版社工作，工作繁忙，星期五幾乎都不在家裏。
朝凪空
海的媽媽。家庭主婦。

## 出版書籍

### 輕小說
| 卷數 | KADOKAWA       | KADOKAWA               | 台灣角川      | 台灣角川                                               |
| 卷數 | 發售日期       | ISBN                   | 發售日期      | ISBN / EAN                                             |
| ---- | -------------- | ---------------------- | ------------- | ------------------------------------------------------ |
| 1    | 2021年12月24日 | ISBN 978-4-04-112034-7 | 2023年7月27日 | ISBN 978-626-352-698-3 EAN 471-128-961-452-4（特裝版） |
| 2    | 2022年7月29日  | ISBN 978-4-04-112035-4 | 2023年11月8日 | ISBN 978-626-378-163-4                                 |
| 3    | 2022年12月28日 | ISBN 978-4-04-113287-6 | 2024年2月26日 | ISBN 978-626-378-406-2 EAN 471-128-961-726-6（特裝版） |
| 4    | 2023年6月1日   | ISBN 978-4-04-113731-4 | 2024年5月23日 | ISBN 978-626-378-926-5 EAN 471-128-961-865-2（特裝版） |
| 5    | 2023年11月1日  | ISBN 978-4-04-113732-1 | 2024年9月9日  | ISBN 978-626-400-503-6                                 |
| 6    | 2024年5月1日   | ISBN 978-4-04-114918-8 |               |                                                        |
| 7    | 2024年10月1日  | ISBN 978-4-04-115434-2 |               |                                                        |
| 7.5  | 2025年5月1日   | ISBN 978-4-04-116154-8 |               |                                                        |

### 漫畫
| 卷數 | KADOKAWA       | KADOKAWA               | 台灣角川       | 台灣角川               |
| 卷數 | 發售日期       | ISBN                   | 發售日期       | ISBN                   |
| ---- | -------------- | ---------------------- | -------------- | ---------------------- |
| 1    | 2023年3月1日   | ISBN 978-4-04-681881-2 | 2024年7月18日  | ISBN 978-626-400-253-0 |
| 2    | 2023年5月26日  | ISBN 978-4-04-811220-8 | 2024年11月14日 | ISBN 978-626-400-829-7 |
| 3    | 2023年10月27日 | ISBN 978-4-04-811245-1 | 2024年11月14日 | ISBN 978-626-400-830-3 |
| 4    | 2024年5月28日  | ISBN 978-4-04-811289-5 |                |                        |
| 5    | 2024年11月28日 | ISBN 978-4-04-811378-6 |                |                        |
| 6    | 2025年6月27日  | ISBN 978-4-04-811512-4 |                |                        |

## 迴響
截至2023年5月，系列累積發行超過20萬冊。截至2023年10月，系列累積發行超過37萬冊。

## 電視動畫
2023年9月24日，宣佈正在進行動畫化企劃。預定於2026年播出。

### 製作人員
- 原作：
- 人物原案：
- 導演：橘秀樹
- 劇本統籌、劇本：大知慶一郎
- 人物設定：瀧本祥子
- 動畫製作：CONNECT[18]

## 外部連結
- KAKUYOMU官方網站（日語）
- 角川Sneaker文庫官方網站（日語）
- 漫畫連載網站（日語）
- 電視動畫官方網站（日語）
- 我和班上第二可愛的女生成為朋友的X（前Twitter）（日語）